# Csíki-medence

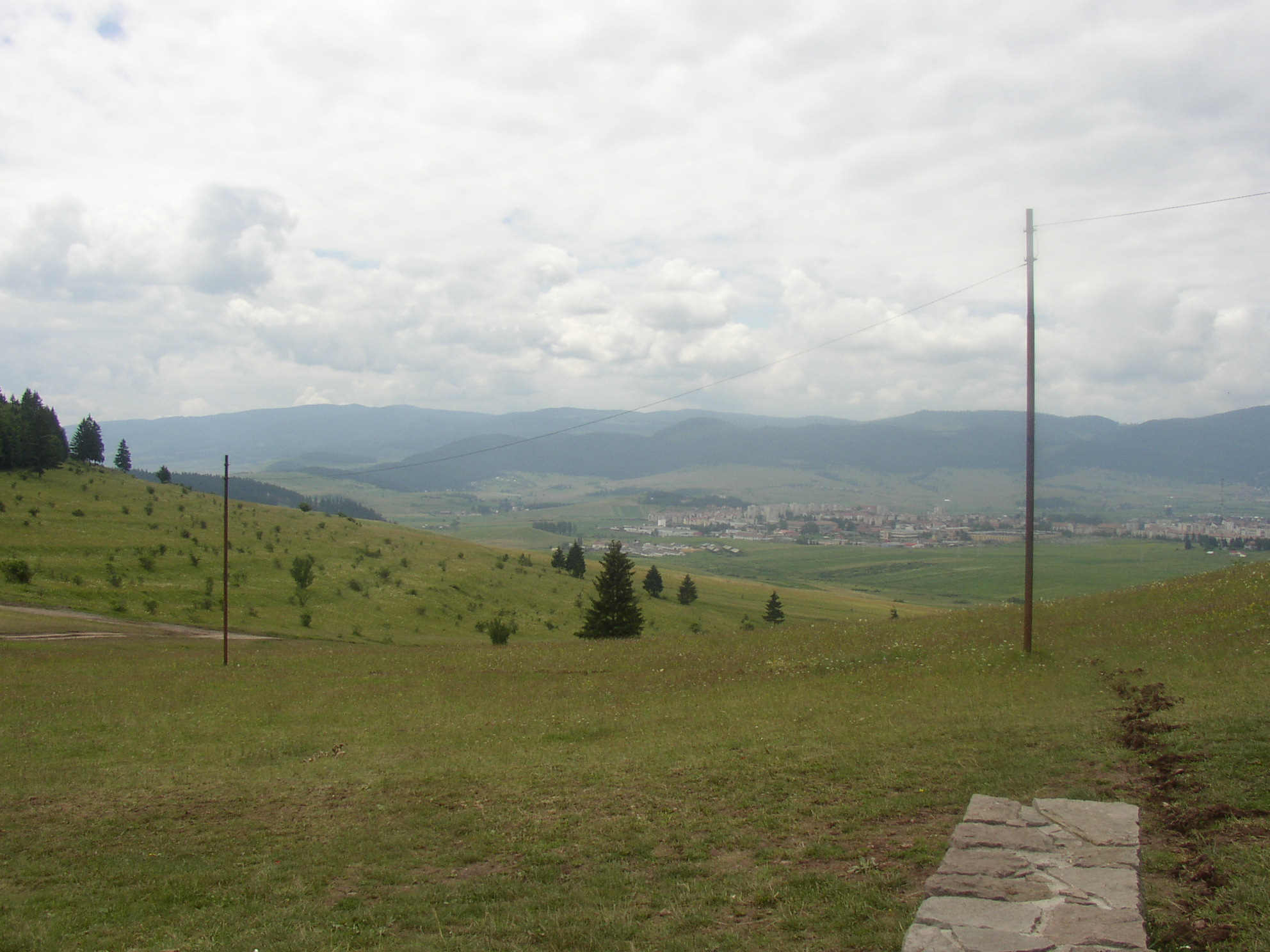
A Csíki-medence Csíkszeredánál

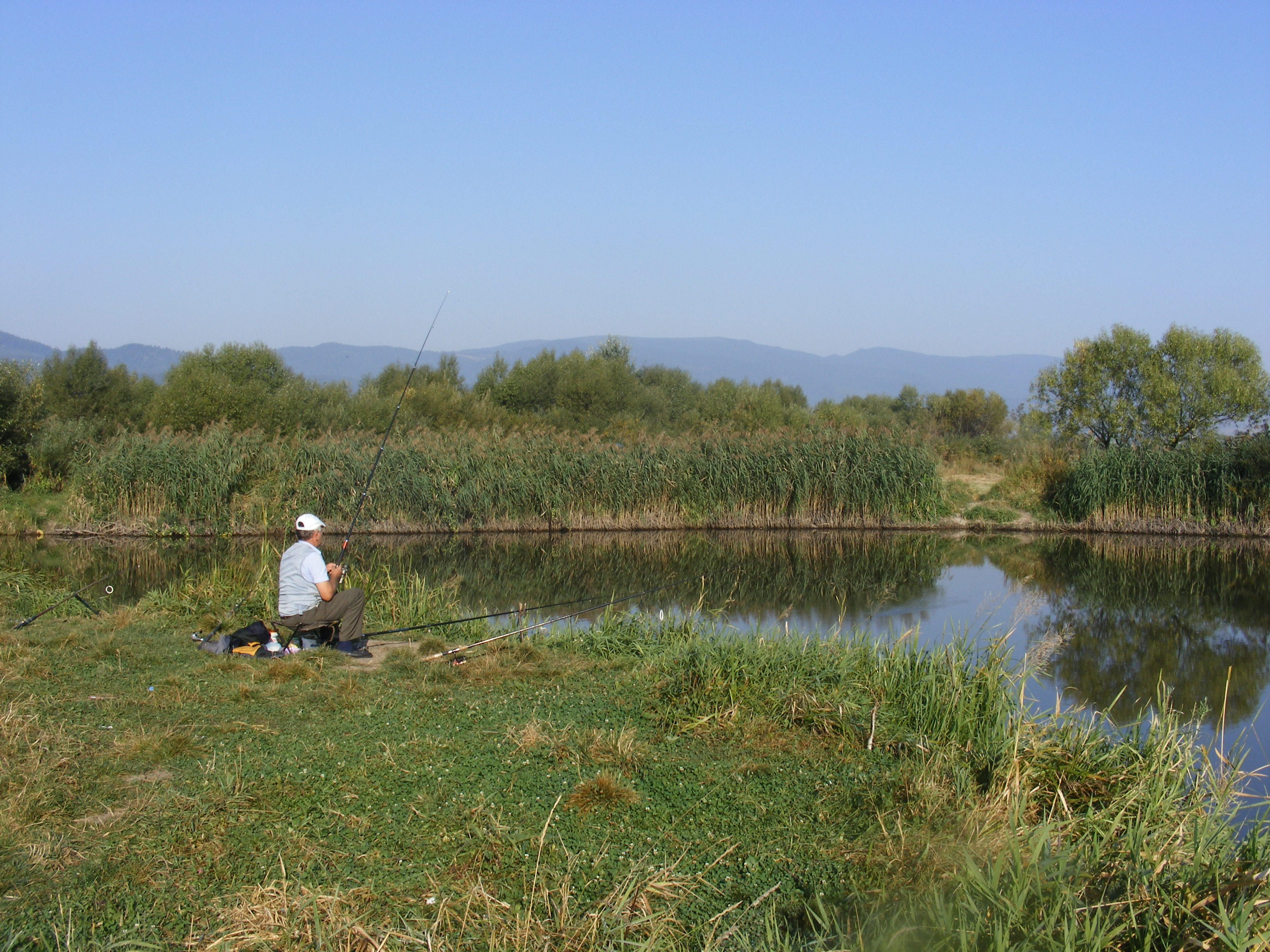
Egy horgász az Olt folyónál

A Csíki-medence (románul Depresiunea Ciucului) egy 600-700 m magasságban elterülő hegyközi medence a Keleti-Kárpátokban, Romániában, Hargita megyében, az egykori Csík vármegye területén. A Hargita-hegység és a Csíki-havasok között húzódik. Észak-dél irányú, hossza 60 km, legnagyobb szélessége 10 km, átfolyik rajta az Olt. Három részre oszlik: Felcsík, Középcsík és Alcsík. A Csíki-medencét a Tolvajos-hágó (985 m) köti össze Székelyudvarhellyel, a Marosfői-hágó (891 m) a Gyergyói-medencével, a Gyimesi-hágó (1159 m) a Tatros völgyével, a Nyerges-tető (878 m) a Kászoni-medencével és a tusnádfürdői Olt-szoros Háromszékkel.

## Népesség
A Csíki-medencét főleg székelyek lakják. Románok csak Balánbányán, Csíkszeredában, Lóvészen és Tusnádfürdőn élnek.

## Települések

### Felcsík
Balánbánya, Csíkszentdomokos, Csíkjenőfalva, Csíkszenttamás, Csíkkarcfalva, Csíkdánfalva, Csíkmadaras.

### Középcsík
Lóvész, Ajnád, Csíkszentmihály, Vacsárcsi, Csíkrákos, Csíkszépvíz, Göröcsfalva, Csíkborzsova, Csíkszentmiklós, Madéfalva, Csíkcsicsó, Csíkdelne, Csaracsó, Csíkpálfalva, Csíkcsomortán, Csobotfalva, Csiba, Csíkszereda, Fitód, Hosszúaszó, Csíkszentlélek, Csíkmindszent, Zsögödfürdő. 
Középcsík tulajdonképpen kitalálmány, hisz  földrajzilag pontosan nem határolható le  és egyház-kerületileg sem létezett, nem létezik. Orbán Balázs szerint is: „A tulajdonképi Csíkot elnevezésileg a kormányzatilag is két részre, Fel- és Al-Csíkra osztották, és ezen felosztályt természeti határvonalok jelölték, mert Csík-Szeredán alól, hol Felcsík végződik, az Oltnak addig tágas tere ujból elszorul, a két oldali havasokból kifutványok nyulván le, melyek az Oltot ismét szük völgybe ágyalják. Ezen szorulat a zsögödi szoros, mely Fel-Csíkot Al-Csíktól különíti el.”
Valóban közigazgatási szempontból létezett olyan felosztás is, amely a Csíki-medencét csak két részre tagolja: Felcsíkra és Alcsíkra. Ebben az értelmezésben a Középcsíki-medence Felcsíknak a része. Földrajzi szempontból viszont jól elhatárolódik a Csíkrákosi- és a Zsögödi-szorosok közé zárt Középcsíki-medence, néprajzilag is mutat eltéréseket Felcsíkhoz képest, és elég gyakran lehet találni, különösen régebbről olyan írott adatokat, ahol Középcsíkot külön nevesítik. Két mikrozónára tagolódik: Középcsíki Olt mente és Középcsíki Hegyalja. 

### Alcsík
Pottyond, Csíkménaság, Ménaságújfalu, Csíkszentgyörgy, Csíkbánkfalva, Kotormány, Csíkszentkirály, Csíkszentimre, Csíkszentmárton, Csíkszentsimon, Csatószeg, Csíkcsekefalva, Csíkkozmás, Csíkverebes, Tusnád, Lázárfalva, Újtusnád, Tusnádfürdő.